# Baia e Latina
Baia e Latina – miejscowość i gmina we Włoszech, w regionie Kampania, w prowincji Caserta.
Według danych na rok 2004 gminę zamieszkuje 2275 osób, 94,8 os./km².